# 百花村股份
新疆百花村股份有限公司，简称百花村股份或百花村 (上交所：600721)。 创建于1959年，是下辖于新疆生产建设兵团的第一家上市的公司。1996年，百花村股份在上交所上市。

## 华威医药事件
2018年7月25日，百花村股份称自己收到乌鲁木齐市公安局的立案告知单，公司董事兼总经理张孝清，在南京华威医药科技集团有限公司工作期间，涉嫌背信损害上市公司利益，被公安机关立案调查。目前，南京华威医药生产经营仍然平稳正常。